# Overdracht (psychologie)
Overdracht is de projectie van gevoelens, wensen en verwachtingen uit een eerdere relatie op een ander persoon. Dit kan een therapeut of begeleider zijn. De overdracht vanuit de therapeut is tegenoverdracht.

## Overdracht
Het begrip werd ingevoerd door Sigmund Freud toen hij ontdekte dat cliënten hem bijvoorbeeld als een strenge vader zagen als ze zelf door hun vader waren afgewezen, of verliefd op hem werden als ze in hem hun liefhebbende vader herkenden. In eerste instantie zag hij deze overdracht als een probleem bij de behandeling, maar al snel leerde hij de overdracht gebruiken in de therapie en stimuleerde hij het verschijnsel zelfs. Door met zijn cliënten hun overdracht te analyseren kwamen ze snel tot inzicht. Een voorbeeld is een cliënt die boos wordt omdat zijn therapeut te weinig voor hem doet en vervolgens wil stoppen met de therapie. De analyse richt zich dan op vragen als: voelt de patiënt dat andere mensen ook te weinig voor hem doen of in het verleden hebben gedaan? Gebruikt de patiënt woede wel vaker als pressiemiddel? Loopt hij snel weg als hij niet krijgt wat hij wil?
Een probleem bij het analyseren van overdracht is dat deze zich vaak heftig voordoet in het begin van de therapie, wanneer er nog geen wederzijds vertrouwen is om de overdracht te analyseren.
Overdracht is het herhalen van een patroon in een belangrijke maar verstoorde relatie uit het verleden, in een onbewuste poging deze relatie alsnog gezond te maken. 
Er is verschil tussen overdracht en projectie: bij overdracht gaat het om de poging om iets te herstellen wat eerder in de relatie mis ging, bij projectie kan het bovendien óók nog gewoon gaan over je eigen gevoelspatronen en overtuigingen. Projectie kan dus over meer gaan dan overdracht, overdracht gaat alleen over de poging tot herstel van oude relatiepatronen.

## Tegenoverdracht
De term tegenoverdracht wordt in meerdere betekenissen gebruikt:
- de eigen overdracht van de therapeut op de patiënt

Deze overdracht hoeft niet per se veroorzaakt te zijn door overdracht van de patiënt, maar kan ook samenhangen met associaties die de patiënt oproept bij de therapeut.
- de eigen onbewuste overdrachtsreactie van de therapeut op de overdracht van de patiënt

Deze overdracht is een reactie op de overdracht van de patiënt. Wanneer bijvoorbeeld de patiënt op de therapeut reageert zoals op zijn autoritaire vader, kan het gebeuren dat de therapeut onbewust de rol van autoritaire vader aanneemt.
- de bewust gekozen, complementaire reactie van de therapeut op de overdracht van de patiënt

Bij deze tegenoverdracht maakt de therapeut gebruik van de overdracht van de patiënt. Dikwijls is overdracht voor de patiënt een onbewuste actie om zich te verzoenen met een problematische relatie uit het verleden. De therapeut kan door zijn houding en gedrag tegenover de patiënt bewust deze verzoening bevorderen.

## Noodzaak van herkenning van overdracht
Voor overdracht en tegenoverdracht geldt niet de vraag óf een persoon patronen uit vroegere relaties herhaalt, maar wát die persoon herhaalt. We herhalen allemaal patronen die we geleerd hebben van de oudste relaties die we kennen: met onze ouders, tussen onze ouders en met onze broers en zussen.
Een leider kan minder effectief zijn als deze niet in de gaten heeft wat zijn patronen van overdracht zijn. Een coach die zich niet bewust is van zijn tegenoverdracht is niet effectief in zijn coaching: hij is dan onbewust in het gesprek bezig om te proberen iets te herstellen dat in vroegere belangrijke relaties verkeerd ging, of hij reageert onbewust op de overdracht van de cliënt.
Overdracht is nog steeds het meest onderschatte verschijnsel in coaching: het is een van de meest voorkomende oorzaken van haperingen in het coachingtraject. Overdracht treedt vaak op. De vraag is niet óf de coach in overdracht gaat, maar hoe en waaraan hij zijn overdracht herkent en hoe hij er vervolgens mee omgaat. Overdracht is herkenbaar aan een aantal signalen: het gesprek loopt vast, er ontstaat onenigheid, de coach heeft het gevoel dat de cliënt de baas is in het gesprek of de coach heeft het gevoel dat hij de cliënt moet overreden. Een coach is meestal onbewust in overdracht. De patronen zijn vroeger in zijn historie ook onbewust ingezet door hemzelf, meestal om goede emotionele redenen.